# 쌍둥이 자매
쌍둥이 자매(De Tweeling, Twin Sisters)는 네덜란드에서 제작된 벤 솜보가트 감독의 2002년 영화이다. 지나 리차르트 등이 주연으로 출연하였고 한네케 니엔스 등이 제작에 참여하였다.

## 출연

### 주연
- 지나 리차르트

### 조연
- 테크라 레우텐
- 나디아 울
- 구드룬 오크라스
- 베티 슈어맨
- 잡 스피커스
- 로만 크니즈카
- 마가리타 브로이크
- 잉고 나우욕스
- 바바라 오어
- 예룬 스피첸베르게르
- 한스 소머스
- 마코 로렌지니
- 패트릭 하스터트
- 프레더릭 프렌너이
- 스테판 웨이너트

## 제작진
- 공동제작: 제니 틸저
- 미술: 미셀 드 그라프
- 의상: 린다 보거스
- 배역: 헤타 맨체프